# Le Tour de France (jeu vidéo, 2002)
Pour les articles homonymes, voir Tour de France (homonymie).
Le Tour de France est un jeu vidéo de course cycliste développé et édité par Konami, sorti en 2002 sur PlayStation 2 et Xbox. Il est sous licence officielle du Tour de France.